# Costa di Ruppert
La costa di Ruppert (centrata alle coordinate 75°45′S 141°00′W) è una porzione della costa della Terra di Marie Byrd, in Antartide. In particolare, la costa di Ruppert si estende tra capo Burks (74°45′S 136°50′W), che segna il confine orientale della baia di Hull, a est, e punta Brennan (76°05′S 146°31′W), che segna il confine orientale della baia di Block, a ovest, e confina a est con la costa di Hobbs e a ovest con la costa di Saunders. Davanti alla parte occidentale della costa si estende la piattaforma di ghiaccio Nickerson che arriva ad avere una larghezza di oltre 60 km.

## Storia
La costa di Ruppert è stata osservata per la prima volta durante voli di ricognizione effettuati nel corso della seconda spedizione antartica a comando del contrammiraglio Richard Evelyn Byrd, tra il 1933 e il 1935. L'intera costa fu però mappata dallo United States Geological Survey grazie a ricognizioni al suolo e a fotografie aeree scattate dalla marina militare statunitense tra il 1959 e il 1966.
La costa fu battezzata con il suo attuale nome dallo stesso Byrd in onore del colonnello Jacob Ruppert, sponsor proprio della seconda missione antartica di Byrd.
Sulla costa di Ruppert è presente quello che resta della Base Rúskaya, una stazione di ricerca sovietica inaugurata il 9 marzo 1980 la cui attività è stata sospesa nel 1990.